# Eugenio Alós y Marte
Eugenio Alós y Marte fue un grabador español.
Natural de Alcoy, fue discípulo de Carlos Capuz.
En la Exposición Nacional de Bellas Artes celebrada en Madrid en 1862 presentó una silla de montar del siglo XIII.
Asimismo, fueron de su autoría varias láminas de periódicos ilustrados y obras literarias.